# Rogowo (powiat białostocki)
Rogowo – wieś w Polsce położona w województwie podlaskim, w powiecie białostockim, w gminie Choroszcz.
Wieś szlachecka położona była w końcu XVIII wieku  w powiecie grodzieńskim województwa trockiego. W latach 1975–1998 miejscowość położona była w województwie białostockim.
Wierni kościoła rzymskokatolickiego należą do parafii Najświętszego Serca Pana Jezusa w Konowałach.